# Казах батырлары
Казах батырлары (каз. Қазақ батырлары") — общественно-политическая и историческая газета, публиковавшаяся с 1998 года. Первый номер вышел 10 сентября 1998 года. Издатель — ТОО «Мерей». Первый редактор — Абикул Ибрагимов.
В газете представлены материалы об истории и традициях казахского общества, знаменитых батырах, ханах, биях, острословах. Некоторые статьи посвящены истории Казахстана в советский и современный периоды. Также на страницах издания присутствуют материалы по археологии Казахстана.